# خوان باركر
خوان باركر (بالإسبانية: Juan Parker)‏ هو مجدف أرجنتيني، ولد في 11 فبراير 1918 في بوينس آيرس في الأرجنتين، وتوفي في 6 يونيو 2001 في San Fernando, Buenos Aires ‏ في الأرجنتين.

## وصلات خارجية
- خوان باركر على موقع الاتحاد الدولي للتجديف (الإنجليزية)
- خوان باركر على موقع أوليمبيديا (الإنجليزية)